# 프리미어 (잡지)
《프리미어》(영어: Premiere)는 미국 뉴욕에 본사를 둔 영화 잡지이다. 출판사는 아쉐트 필리빠치 출판사이다. 프랑스에서 1976년 처음 사업을 시작했으며 프랑스에서는 아직까지도 발간된다.

## 역사
로스엔젤레스와 뉴욕에 본사를 두고 있었으며 당시에는 루퍼트 머독이 주편집자였다. 설립자는 수잔 린과 피터 비스킨드 등 수십 년간 잡지계에서 수석편집장으로 작업했던 사람들이었다. 크리스 코넬리는 ESPN의 특파원이자 ABC 방송국의 특파원으로서 일했으며 아카데미 상을 수상했었다. 그 역시 잡지 제작에 참여했다.
린이 프리미어 지에서 떠나면서 코넬리가 수석 편집자가 됐으며 1996년 초 낸시 그리핀이 부수석편집자가 됐다. 하지만 절반의 지분을 갖던 로널드 페럴만에 대한 내용이 들어갔었던 플래닛 할리우드에 대해 사장이던 데이빗 페커가 편집 중단 요청을 하자 두 사람 모두 돌연 사퇴했다.

## 연간 발표
- The Power List - 매년 5월-6월호에 프리미어 지는 자체적으로 할리우드에서 가장 영향력 있는 사람들에 대한 발표를 한다. 대부분 감독, 배우, 변호사, 프로듀서 등을 포함하며 매우 드물게 극작가도 포함된다.
- Women in Hollywood - 매년 10월호에는 할리우드에서 가장 영향력 있는 여배우에 대한 결과를 발표한다. 시상식 및 연회는 로스엔젤레스에서 열고 있다.

## 편집자
편지바였던 피터 허브스트가 부사장이자 편집감독으로 2002년 승진했다. 그는 프리미어 지 외에도 여러 잡지의 고문이자 편집자로서 명성을 떨치고 있다.

## 중단
2007년 5월 5일부로 아쉐트 필리빠치 미국은 미국판 《프리미어 지》(Premiere)의 발간 중단을 선언했으며 온라인 판으로만 만나볼 수 있게 됐다. 현재 잡지판으로 출간되는 나라로는 체코, 폴란드, 포르투갈, 프랑스 그리고 스페인이다. 이들 국가에서는 잡지 발간 중단 소식에 별다른 영향을 받지 않을 것으로 보인다. 2007년 10월 포르투갈어판 잡지가 출간 중단 조치를 내렸다.
또한 2008년 4월에 영어판이 폐간되고, 이듬해 2009년 4월에 한국판이 폐간되었다.